# Franciszek Szulc

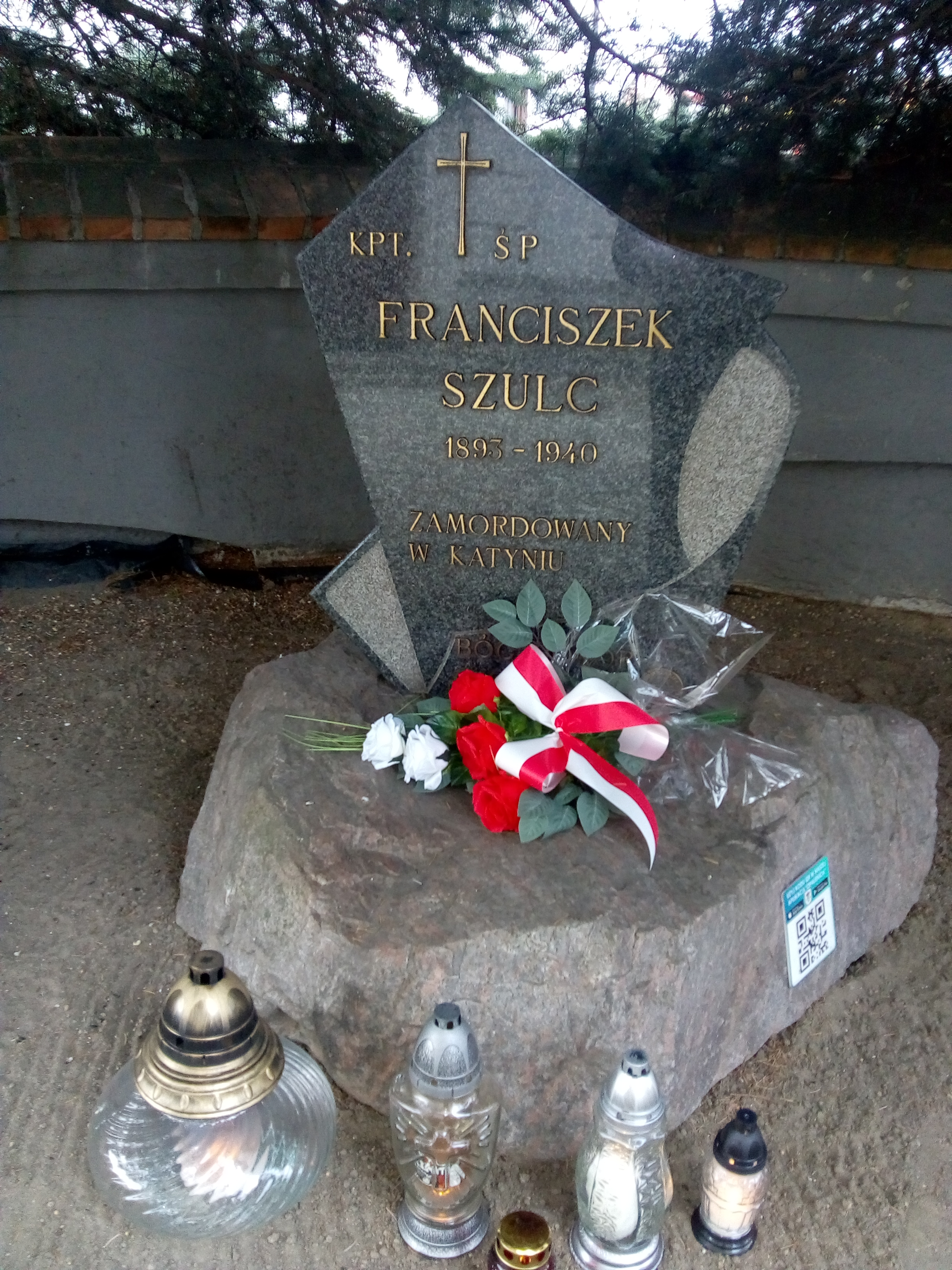
Symboliczny grób Franciszka Szulca w Dakowach Mokrych

Franciszek Szulc (ur. 16 października 1893 w Dobrej k. Buku, zm. 30 kwietnia 1940 w Katyniu) – kapitan piechoty Wojska Polskiego i komisarz Straży Granicznej, powstaniec wielkopolski i uczestnik wojny polsko-bolszewickiej, ofiara zbrodni katyńskiej.

## Życiorys
Urodził się w rodzinie Józefa i Józefy z Rybarczyków. Dzieciństwo spędził w Dakowach Suchych, gdzie uczęszczał do szkoły powszechnej. W Seminarium Nauczycielskim w Rogoźnie zdał małą maturę.
W czerwcu 1916 został zmobilizowany do wojska niemieckiego i wysłany na front zachodni do Francji, gdzie 23 maja 1918 r. został ranny w nogę i trafił do lazaretu polowego.
Wkrótce przyłączył się do powstania wielkopolskiego, w dniu 6 stycznia 1919 r. został dowódcą kompanii bukowskiej. Walczył na froncie zachodnim m.in. o dworzec kolejowy w Zbąszyniu, a potem pod Nowym Dworem, Łomnicą i Chrośnicą. Za bohaterstwo w tych walkach odznaczony został Krzyżem Srebrnym Orderu Virtuti Militari i mianowany podporucznikiem Wojska Polskiego. Od marca 1919 w 2 pułku strzelców wielkopolskich. Następnie brał udział razem z 155 pułkiem piechoty w wojnie polsko-bolszewickiej. 8 stycznia 1924 został zatwierdzony w stopniu porucznika ze starszeństwem z 1 czerwca 1919 i 2058. lokatą w korpusie oficerów rezerwy piechoty. Posiadał wówczas przydział w rezerwie do 73 pułku piechoty.
W okresie międzywojennym służył w Straży Celnej pełniąc funkcję komisarza Straży Celnej w Zbąszyniu. W 1934, jako oficer rezerwy pozostawał w ewidencji Powiatowej Komendy Uzupełnień Jarocin. Posiadał przydział do Oficerskiej Kadry Okręgowej Nr VII. Był wówczas w grupie „pełniących służbę w Straży Granicznej”. Służył w Komisariacie Straży Granicznej „Jabłonka”, pow. nowotarski, w Inspektoracie Granicznym nr 3 w Brodnicy jako kwatermistrz (jednocześnie adiutant) i w Inspektoracie Granicznym nr 8 w Nakle. Na stopień kapitana został mianowany ze starszeństwem z 19 marca 1939 i 44. lokatą w korpusie oficerów rezerwy piechoty. Posiadał przydział do Oficerskiej Kadry Okręgowej Nr VIII.
W 1939 ewakuowany na wschód dostał się do niewoli radzieckiej, został zamordowany w Katyniu. Figuruje na liście wywózkowej 052/4 z 27 kwietnia 1940, poz. 68.
Małżeństwo z Eleonorą Walewską pozostało bezdzietne.
W powstaniu wielkopolskim i wojnie polsko-bolszewickiej walczył także jego brat – Stanisław (1899–1970).
5 października 2007 Minister Obrony Narodowej Aleksander Szczygło mianował go pośmiertnie na stopień majora. Awans został ogłoszony 9 listopada 2007, w Warszawie, w trakcie uroczystości „Katyń Pamiętamy – Uczcijmy Pamięć Bohaterów”.
Minister spraw wewnętrznych i administracji Władysław Stasiak rozkazem personalnym nr 96 z 26 października 2007 roku mianował go pośmiertnie na stopień komisarza Straży Granicznej. Awans został ogłoszony 10 listopada 2007 roku, w Warszawie, w trakcie uroczystości „Katyń Pamiętamy – Uczcijmy Pamięć Bohaterów”.

## Upamiętnienie
Przy Kościele św. Katarzyny w Dakowach Mokrych znajduje się symboliczny grób Franciszka Szulca.

## Ordery i odznaczenia
- Krzyż Srebrny Orderu Wojskowego Virtuti Militari nr 4733 (1922)[7][2]
- Krzyż Niepodległości (9 listopada 1932)[8]
- Krzyż Walecznych (1921)[9]
- Srebrny Krzyż Zasługi (15 września 1937)[10]
- Medal Pamiątkowy za Wojnę 1918–1921
- Medal Dziesięciolecia Odzyskanej Niepodległości